# 国鉄クハ85形電車
クハ85形は、かつて日本国有鉄道（国鉄）に在籍した旧形電車である。改番により、2種が存在する。
- 初代：クハ47形、クハ58形、クロハ59形など、2扉クロスシート車を戦時改造により4扉ロングシートに改造した車両に与えられた形式。1949年に80系電車に「形式85」を明け渡すため、クハ79形に改番、編入された。
- 2代目：80系に属するサロ85形、サハ85形、サハ87形に運転台を取付け、制御車としたもの。長大編成を組んだ80系の地方転用にあたり、短編成化により不足する制御車を補充するためのものである。詳細は国鉄80系電車#新造形式を参照。